# Fritz Blankenhorn (Sänger)
Fritz Blankenhorn (* 5. März 1889 in Karlsruhe; † 8. Dezember 1954 in Müllheim (Baden)) war ein deutscher Opern- und Operettensänger (Tenor) sowie Schauspieler.

## Leben
Er war u. a. am Großen Schauspielhaus Berlin sowie am Theater Meiningen engagiert.
In Meiningen wurde die Tosca mit Agnes Wedekind und Fritz Blankenhorn glänzend  rezensiert.
Besonders bekannt wurde er durch seine Rolle als Leutnant von Hohenfels in der Revue-Operette Casanova (Musik von Ralph Benatzky, unter Verwendung der Musik von Johann Strauss (Sohn), Text von Rudolf Schanzer und Ernst Welisch), die unter seiner Mitwirkung und unter Mitwirkung der Comedian Harmonists am 3. September 1928 im Großen Schauspielhaus Berlin uraufgeführt wurde. In der Verfilmung Casanova von 1928 spielte Fritz Blankenhorn dieselbe Rolle. Außerdem existiert eine Grammophon-Platte dieser Aufführung.

## Stücke
- 1920/1921: Tosca in Meiningen
- 1928: Casanova (Leutnant von Hohenfels) u. a. Ich hab' Dich lieb mit Anni Frind, Orchester des Großen Schauspielhauses Berlin unter Ernst Hauke, DRA 92 U 5458[8][9] Neuauflage als CD 2001 EAN 717281901499